# Orla (dopływ Łobżonki)
Orla – rzeka, lewy dopływ Łobżonki o długości 68,32 km, średniej szerokości około 3,5 metra i średniej głębokości około 2 metrów.
Źródło rzeki w jeziorze Radońskim. Przepływa przez torfowisko Messy.
Rzeka przepływa przez Krajeński Park Krajobrazowy. Jej źródło położone jest na terenach torfowych. Przepływa m.in. przez miejscowości: Grochowiec, Wysoka Krajeńska, Suchorączek, Więcbork, Runowo Krajeńskie, Puszcza, Czarmuń, Orzelski Młyn i Wyrza.
Jej wody należą do II klasy czystości wód. Jezioro Więcborskie, przez które przepływa rzeka, jest zbiornikiem retencyjnym, który reguluje jej nurt. Na końcu jeziora jest tama wodna, a w dalszym odcinku rzeki wodospad we wsi Runowo-Młyn.